# Méthylglyoxal réductase NADH-dépendante
La méthylglyoxal réductase NADH-dépendante est une oxydoréductase qui catalyse la réaction :
(R)-lactaldéhyde + NAD+  {\displaystyle \rightleftharpoons }  méthylglyoxal + NADH + H+.
Cette enzyme participe au métabolisme du pyruvate. Présente chez les mammifères, elle diffère de la méthylglyoxal réductase NADPH-dépendante des levures par l'utilisation de NAD+ à la place de NADP+. Elle oxyde également le glycéraldéhyde.